# Krokodilparadox
De krokodilparadox is een logische paradox vergelijkbaar met de leugenaarsparadox. Reeds in de klassieke Oudheid werd de krokodilparadox beschreven door Lucianus, en in de moderne tijd door Karl von Prantl. 
Een krokodil heeft een kind gestolen en belooft de moeder dat hij haar kind alleen dan zal teruggegeven als zij correct voorspelt wat hij vervolgens zal doen.
Indien de moeder zegt dat het kind zal worden teruggebracht verloopt de transactie logisch soepel. Als de moeder zegt dat het kind niet zal worden teruggegeven ontstaat er echter een dilemma voor de krokodil. In het geval dat de krokodil besluit het kind te houden, schendt hij zijn eigen voorwaarden: de voorspelling van de moeder is dan correct en het kind moet worden teruggegeven. In het geval dat de krokodil besluit het kind terug te geven, schendt hij nog steeds zijn voorwaarden, zelfs als deze beslissing is gebaseerd op het vorige resultaat: de voorspelling van de moeder klopte niet en het kind mag niet worden teruggegeven. De vraag wat de krokodil moet doen is daarom paradoxaal en er is geen verantwoorde, logisch correcte oplossing.
De krokodilparadox dient om enkele van de logische problemen van metakennis bloot te leggen. In dit opzicht is hij qua constructie vergelijkbaar met de paradox van de onaangekondigde ophanging, die de filosoof Richard Montague gebruikte om aan te tonen dat aannames over kennis inconsistent blijken, als ze in onderlinge samenhang worden getoetst.